# Boussé (département)
Pour les articles homonymes, voir Boussé (homonymie).
Cet article concerne le département et la commune urbaine. Pour la ville chef-lieu, voir Boussé.
Boussé est un département et une commune urbaine de la province du Kourwéogo, situé dans la région du Plateau-Central au Burkina Faso.

## Géographie

### Démographie
- En 2003, le département comptait 41 013 habitants estimés[2].
- En 2006, le département comptait 43 352 habitants recensés[3].
- En 2019, le département comptait 58 641 habitants recensés[1].

## Administration

### Chef-lieu et préfecture
La ville de Boussé est le chef-lieu du département, administrativement dirigé par un préfet nommé par le gouvernement pour représenter localement l’État burkinabé. Sous l’autorité du haut-commissaire de la province et du gouverneur de la région, il organise les services déconcentrés de l’État, il prend en charge la gestion des espaces ruraux non urbanisés qui ne sont pas encore de compétence communale, ainsi que la concertation avec les autres collectivités voisine de la province ou la région, notamment pour les infrastructures et la protection de l'environnement et de la sécurité publique. La ville est également chef-lieu de la province.
| Période | Période  | Identité | Fonction précédente | Observation |
| ------- | -------- | -------- | ------------------- | ----------- |
|         | En cours |          |                     |             |

### Mairie
| Période                                  | Période | Identité | Étiquette | Qualité |
| ---------------------------------------- | ------- | -------- | --------- | ------- |
|                                          |         |          |           |         |
| Les données manquantes sont à compléter. |         |          |           |         |

### Ville et villages
Le département et la commune urbaine de Boussé est administrativement composé de sa ville chef-lieu homonyme (données de population consolidées en 2012 issues du recensement général de 2006) :
- Boussé, subdivisée en cinq secteurs urbains (totalisant 15 868 habitants) :

- Secteur 1 (4 889 habitants)
- Secteur 2 (2 921 habitants)
- Secteur 3 (3 288 habitants)
- Secteur 4 (2 617 habitants)
- Secteur 5 (2 153 habitants)

et de seize villages ruraux (totalisant 27 484 habitants)  :
- Gasma (1 637 habitants)
- Goala (1 341 habitants)
- Golmidou (1 886 habitants)
- Goundrin (1 583 habitants)
- Guesna (1 123 habitants)
- Kaonghin (3 494 habitants)
- Kiedpalogo (816 habitants)
- Kinana (1 169 habitants)
- Koui (2 426 habitants)
- Kourian (972 habitants)
- Laogo (808 habitants)
- Likinkelsé (1 119 habitants)
- Sandogo (2 130 habitants)
- Sao (5 410 habitants)
- Silmiougou (719 habitants)
- Yargo (851 habitants)